# Freispitze
Freispitze – szczyt w Alpach Lechtalskich, części Północnych Alp Wapiennych. Leży w Austrii w kraju związkowym Tyrol. Szczyt można zdobyć ze schronisk Augsburger Hütte (2289 m) i Memminger Hütte (2242 m).
Pierwszego wejścia w 1873 r. dokonali Anselm Klotz i Josef Frey.